# Sala Consilina
Sala Consilina è un comune italiano di 12 105 abitanti della provincia di Salerno in Campania.

## Geografia fisica
- Classificazione sismica: zona 1 (sismicità alta), Ordinanza PCM. 3274 del 20/03/2003.

Situato sul lato orientale del Vallo di Diano, confina con la Basilicata.

## Storia
L'area è stata popolata già dal IX secolo a.C., come testimonia la vasta necropoli, con tombe, a inumazione e cremazione, riconducibile a un insediamento di cultura villanoviana. Sono di epoca romana le notizie sul centro di Consilinum, da cui ebbe origine l'odierna Sala Consilina, eretta durante la colonizzazione longobarda. Al periodo della dominazione normanna risalgono le chiese di San Leone IX, Santo Stefano e Sant'Eustachio. Nel 1246 Federico II distrusse la città per vendicarsi di una congiura. Gli Aragonesi, nel 1497, la distrussero per lo stesso motivo. Nel Seicento, Sala Consilina diventa sede vescovile. A questa fase risalgono la Grancia di San Lorenzo, la chiesa di San Pietro, i palazzi signorili dei Gatta, dei Vairo e dei Bigotti. Nel XVIII secolo numerosi altri palazzi vennero edificati, come quelli delle famiglie: Acciari, Grammatico, Bove, Falcone e Caratù.
Dal 1806 al 1860 è stato capoluogo dell'omonimo distretto del Regno delle Due Sicilie.
Dal 1860 al 1927, durante il Regno d'Italia è stato capoluogo dell'omonimo circondario.
Durante gli anni della seconda guerra mondiale tra il 1940 e il 1943, 6 profughi ebrei, in maggioranza provenienti dalla Polonia e dall'Austria, furono confinati in soggiorno coatto a Sala Consilina. Gli internati furono tutti liberati con l'arrivo dell'esercito alleato nel settembre 1943.

### Simboli
Lo stemma e il gonfalone di Sala Consilina sono stati concessi con decreto del presidente della Repubblica del 4 giugno 1990.
Il gonfalone è costituito da un drappo di bianco.

## Monumenti e luoghi d'interesse

### Architetture religiose
- Chiesa della Santissima Annunziata
- Cappella di San Giuseppe (1700)
- Chiesa Madre di Santo Stefano (XII secolo), al suo interno sono conservati i dipinti Madonna della Consolazione con i Santi Agostino, Stefano, Maria Maddalena e Monica e Madonna delle Grazie e Santi Onofrio e Carlo Borromeo del pittore seicentesco Pietrafesa.
- Grancia di San Lorenzo (antico granaio della Certosa di San Lorenzo)
- Chiesa di San Pietro (ricostruita ex novo intorno al 1950)
- Chiesa di Sant'Anna
- Chiesa di Sant'Antonio
- Chiesa di Sant'Eustachio (1130)
- Chiesa di San Leone (XII secolo), parzialmente abbattuta dopo il sisma del 23 novembre 1980
- Chiesa della Santissima Trinità
- Chiesa di San Rocco

### Architetture civili
- Palazzo Grammatico (1722)
- Palazzo Acciari-Vesci (1735)
- Palazzo Bove (XVII secolo)
- Palazzo Vannata (XVIII secolo)
- Palazzo Romano (XVIII secolo)
- Palazzo Vairo (1765)
- Palazzo Bigotti
- Palazzo Falcone
- Palazzo Fiordelisi
- Palazzo Carratù
- Palazzo De Petrinis (ex sede di corte d'Assise)
- Teatro comunale "Mario Scarpetta"
- Museo archeologico comunale
- Polo culturale e sportivo "Cappuccini"

### Architetture militari
- Castello normanno e sue mura di cinta (1250 circa)

### Aree naturali
- Località Santa Lucia
- Località Sito Alto
- Località Petroso
- Località Pontefilo
- Località Monte Vergine e Castello
- Località Fonti
- Parco pubblico via Pozzillo

## Società

### Evoluzione demografica
Abitanti censiti

### Etnie e minoranze straniere
Al 31 dicembre 2017 a Sala Consilina risultano residenti 611 cittadini stranieri. Le nazionalità principali sono:
- Romania: 421
- Ucraina: 38
- Senegal: 27

### Religione
La maggioranza della popolazione è di religione cristiana appartenenti principalmente alla chiesa cattolica; il comune appartiene alla forania di Teggiano-Sala, della diocesi di Teggiano-Policastro, ed ha sei parrocchie.

### Tradizioni e folclore

#### Culto di San Michele Arcangelo
Il 19 giugno 1213 san Michele Arcangelo apparve nelle sembianze di un giovane a un pastore del luogo. Egli gli chiese di erigere una cappella per permettere al popolo di pregare, il pastore inizialmente ignorò la sua richiesta. Secondo la tradizione orale, il 4 luglio il cielo si oscurò sul monte Balzata e una voce ripeté la richiesta. Il pastore dopo aver raccontato l’accaduto ai compaesani, che insieme a lui avevano udito la volontà dell’arcangelo, fu creduto subito da clero e abitanti del luogo che edificarono una cappella, e ottennero protezione contro la epidemia di peste nera, e in varie occasioni successive (terremoti, malattie, inondazioni).
Il 17 maggio 1715, durante la messa, da un affresco sull'altare sgorgarono goccioline di un liquido chiamato manna, conservate in un'ampolla presso la chiesa dell'Annunziata. La cappella fu ampliata e divenne un santuario.

### Lingue e dialetti
La varietà parlata a Sala Consilina è di tipo cilentano meridionale; essa conosce un vocalismo atono composto da quattro foni: /a, ə, i, u/. Per questo motivo, Sala Consilina viene considerata un'"isola" a vocalismo siciliano, insieme ad esempio alla vicina Teggiano.

## Economia
Centro commerciale molto attivo, numerosi sono i negozi e i centri distribuzione all'ingrosso e centri commerciali, soprattutto in ambito di edilizia e ferramenta. Punto di riferimento per tutti i comuni del comprensorio, poiché è il centro più grande di una vasta area e racchiude un'utenza di più di 100.000 persone oltre che per le vicine regioni (Basilicata e Calabria), fiorente è il commercio. Il Comune ha sempre rivestito un ruolo rilevante nel territorio della provincia di Salerno, il quale ha assunto negli anni sempre più importanza in qualità di centro amministrativo ed economico. Sala Consilina è sede del Distretto Sanitario, Agenzia delle Entrate, Genio Civile, Equitalia, INPS, Giudice di Pace, ENEL, TIM,  ex sede del tribunale, del carcere giudiziario, Filiale delle Poste, Piano Sociale di Zona S10 e di numerosi istituti bancari. Vanta, inoltre numerose concessionarie di automobili e questo ne fa un polo di attrazione per tutto il sud della Campania, alta Calabria e Basilicata. Numerose sono le imprese dedite alla lavorazione del ferro, legno, presenti anche piccole e medie industrie alimentari (caseifici, frantoi).

## Infrastrutture e trasporti

### Strade
- Uscita autostradale di Sala Consilina sull'Autostrada A2 del Mediterraneo.
- Strada statale 19 delle Calabrie.
- Strada Provinciale 11/e S.Marco-Piedimonte-Macchiaroli-Silla-Innesto SS 19(S.Vito)
- Strada Provinciale 49 Innesto SS 19 (S.Antonio)-Innesto SS 19(Tressanti).
- Strada Provinciale 52 Sala Consilina-Teggiano(Innesto SP 11-loc.Macchiaroli).
- Strada Provinciale 59 Innesto SP 11-Stazione di Sassano.
- Strada Provinciale 92 Innesto SS 19-Stazione di Sala Consilina.
- Strada Provinciale 226 Innesto SS 19(Villa Acacia)-Innesto SP 11(Scalo di Sassano).
- Strada Provinciale 242 Innesto SS 19(Villa Diana)-Innesto SP 49.
- Strada Provinciale 243 Innesto SP 59(Stazione di Sassano)-Innesto SS 19(loc. Fonte).
- Strada Provinciale 295 Strada Ponte Filo-inizio territorio di Teggiano.
- Strada Provinciale 330 Innesto SS 19-Lagno Termine-Innesto SP 11(Macchiarola).
- Strada Provinciale 395 Innesto SP 11(Silla)-Innesto SP 49(Sala Consilina).

### Ferrovie
- Stazioni di Sala Consilina e Sassano sulla Ferrovia Sicignano degli Alburni-Lagonegro (Allo stato attuale attivo servizio sostitutivo con bus).

## Amministrazione

### Sindaci
Di seguito la lista dei primi cittadini dal 1988, elencati dal Ministero dell'Interno:
| Periodo        | Periodo        | Primo cittadino     | Partito                      | Carica  | Note |
| -------------- | -------------- | ------------------- | ---------------------------- | ------- | ---- |
| 25 agosto 1985 | 21 marzo 1990  | Antonio Coiro       | DC                           | Sindaco |      |
| 24 aprile 1995 | 14 giugno 1999 | Giuseppe Colucci    | Lista civica-Centro          | Sindaco |      |
| 14 giugno 1999 | 14 giugno 2004 | Giuseppe Colucci    | Lista civica-Centro Sinistra | Sindaco |      |
| 14 giugno 2004 | 8 giugno 2009  | Gaetano Ferrari     | Lista civica-Centro Sinistra | Sindaco |      |
| 8 giugno 2009  | 26 maggio 2014 | Gaetano Ferrari     | Lista civica                 | Sindaco |      |
| 26 maggio 2014 | 10 giugno 2024 | Francesco Cavallone | Lista civica Sala viva       | Sindaco |      |

### Altre informazioni amministrative
Il comune fa parte della comunità montana Vallo di Diano.
Le competenze in materia di difesa del suolo sono delegate dalla Campania all'autorità di bacino interregionale del fiume Sele.

## Sport
Il 22 maggio 1990 la 2ª tappa del Giro d'Italia 1990 si è conclusa a Sala Consilina con la vittoria di Giovanni Fidanza.
Calcio: Atletico Consilinum - stagione 2013-2014 Campionato Regionale Campano di I Categoria. Pro Sala - stagione 2021-2022 girone H del Campionato Regionale Campano di II Categoria.
Pallavolo: La "Puntotel Sala Consilina" della Polisportiva Antares A.S.D. - stagione (2011-2012) (2012-2013) 2013-2014 milita nel Campionato Nazionale di Pallavolo di Serie A2 femminile - (www.volleyantares.it)
Calcio a 5: A.S.D. Sporting Sala Consilina - stagione 2021/2022 campionato nazionale di serie A2 girone C, Stagione 2019/2020 vittoria Campionato di serie C1 girone C Regionale Campano e Coppa Italia Regionale, Stagione 2020/2021 Campionato nazionale di serie B girone F.
Calcio a 5: Sporting Sala Consilina - Stagione 2022/23 vincente campionato Serie A2 girone C e vincente Coppa Italia Serie A2 ;
Basket: Valdiano Pallacanestro e Basket Trinità stagione 2010/2011 campionato di serie D; Pallacanestro Trinità dalla stagione 2018/2019 milita nel campionato di serie C Silver (Campania);
Tennis tavolo: I Ragazzi di San Rocco - stagione 2011/2012 campionato serie C; 
Inoltre è presente la sezione arbitrale (AIA) di Sala Consilina "Antonio Parrella". 

### Impianti sportivi
- Stadio Comunale "Osvaldo Rossi"
- Palazzetto dello Sport Comunale " Giuseppe Zingaro" già "Palapozzillo"
- Pala tenda "Cappuccini"